# The Weeknd in Japan
The Weeknd in Japan es el primer álbum de grandes éxitos del cantante canadiense The Weeknd. Cuenta con sencillos de sus primeros tres álbumes de estudio: Kiss Land (2013), Beauty Behind the Madness (2015) y Starboy (2016), su primera colaboración con Belly, «Might Not», del octavo mixtape del rapero Up for Days (2015) y las canciones «Call Out My Name» y «Wasted Times» de su extended play My Dear Melancholy (2018). Universal Music Japan lo lanzó, digital y físicamente, exclusivamente en Japón el 21 de noviembre de 2018. El lanzamiento del álbum se produjo poco antes del inicio de la gira The Weeknd Asia Tour (2018).

## Lanzamiento y material gráfico
The Weeknd in Japan se lanzó el 21 de noviembre de 2018 por Universal Music Japan para conmemorar la primera actuación de Tesfaye en Japón, en el Makuhari Messe en diciembre de 2018, como parte de su gira de 2018, The Weeknd Asia Tour. Sigue al lanzamiento de su EP My Dear Melancholy, publicado a principios de año, e incluye varias canciones de los setlists de su mencionada gira.
La portada del álbum incorpora varios aspectos de los carteles que se utilizaron para promocionar el The Weeknd Asia Tour (2018).

## Lista de canciones
Lista de canciones adaptada de iTunes.

| N.º | Título                                                             | Escritor(es) | Productor(s)                                             | Duración |  |
| 1.  | «Wicked Games» (de House of Balloons, 2011)                        | Abel «The Weeknd» Tesfaye Martin McKinney Carlo Montagnese Rainer Millar Blancheur                                                 | McKinney Illangelo                                       | 5:25     |  |
| 2.  | «Wanderlust» (Pharrell remix) de Kiss Land (iTunes edition), 2013) | Tesfaye Pharrell Williams Danny Schofield Ahmad Balshe Jason Quenneville Richard Munoz Joseph Bostani Selfia Musmin Albert Tamaela | Williams b The Weeknd DannyBoyStyles DaHeala             | 5:07     |  |
| 3.  | «The Hills» (de Beauty Behind the Madness, 2015)                   | Tesfaye Balshe Emmanuel Nickerson Montagnese                                                                                       | Edmonds Dixon                                            | 4:02     |  |
| 4.  | «Can't Feel My Face» (de Beauty Behind the Madness)                | Tesfaye Ali Payami Savan Kotecha Max Martin Peter Svensson                                                                         | Martin Payami                                            | 3:33     |  |
| 5.  | «In the Night» (de Beauty Behind the Madness)                      | Tesfaye Balshe Payami Kotecha Svensson Martin                                                                                      | Martin Payami The Weeknd a                               | 3:55     |  |
| 6.  | «Acquainted» (de Beauty Behind the Madness)                        | Tesfaye Quenneville Schofield Montagnese Benjamin Diehl                                                                            | Ben Billions Illangelo DaHeala DannyBoyStyles The Weeknd | 5:48     |  |
| 7.  | «Often» (de Beauty Behind the Madness)                             | Ali Kocatepe | Ben Billions The Weeknd DaHeala a                        | 4:09     |  |
| 8.  | «Might Not» (Belly featuring The Weeknd) (de Up for Days, 2015)    | Balshe Diehl Tesfaye | Ben Billions                                             | 3:45     |  |
| 9.  | «Starboy» (featuring Daft Punk) (de Starboy, 2016)                 | Tesfaye Thomas Bangalter Guy-Manuel de Homem-Christo McKinney Henry Russell Walter Quenneville                                     | Daft Punk Doc McKinney a Cirkut a The Weeknd a           | 3:50     |  |
| 10. | «I Feel It Coming» (featuring Daft Punk) (from Starboy)            | Tesfaye Bangalter de Homem-Christo McKinney Walter -Eric Chedeville                                                                | Daft Punk Doc McKinney a Cirkut a The Weeknd a           | 4:29     |  |
| 11. | «Party Monster» (de Starboy)                                       | Tesfaye Diehl McKinney Balshe Lana Del Rey                                                                                         | Ben Billions Doc McKinney The Weeknd                     | 4:09     |  |
| 12. | «Secrets» (de Starboy)                                             | Tesfaye McKinney Walter Dylan Wiggins Roland Orzabal Coz Canler Jimmy Marinos Wally Palamarchuk Mike Skill Peter Solley            | Doc McKinney The Weeknd Cirkut                           | 4:25     |  |
| 13. | «Call Out My Name» (de My Dear Melancholy, 2018)                   | Tesfaye Adam Feeney Nicolas Jaar                                                                                                   | Frank Dukes                                              | 3:48     |  |
| 14. | «Wasted Times» (de My Dear Melancholy)                             | Tesfaye Brittany «Starrah» Hazzard Sonny Moore Feeney                                                                              | Frank Dukes Skrillex a                                   | 3:40     |  |

- a indica un coproductor
- b indica un productor de remezclas
- «Party Monster» cuenta con voces de fondo de Lana Del Rey[15]
- «Wanderlust (Pharrell remix)» cuenta con voces de Pharrell Williams.

## Historial de lanzamientos
| Región | Fecha                   | Formato             | Discográfica | Ref.   |
| ------ | ----------------------- | ------------------- | ------------ | ------ |
| Japón  | 21 de noviembre de 2018 | CD descarga digital | Republic     | [ 16 ] |